# Autel des Druides

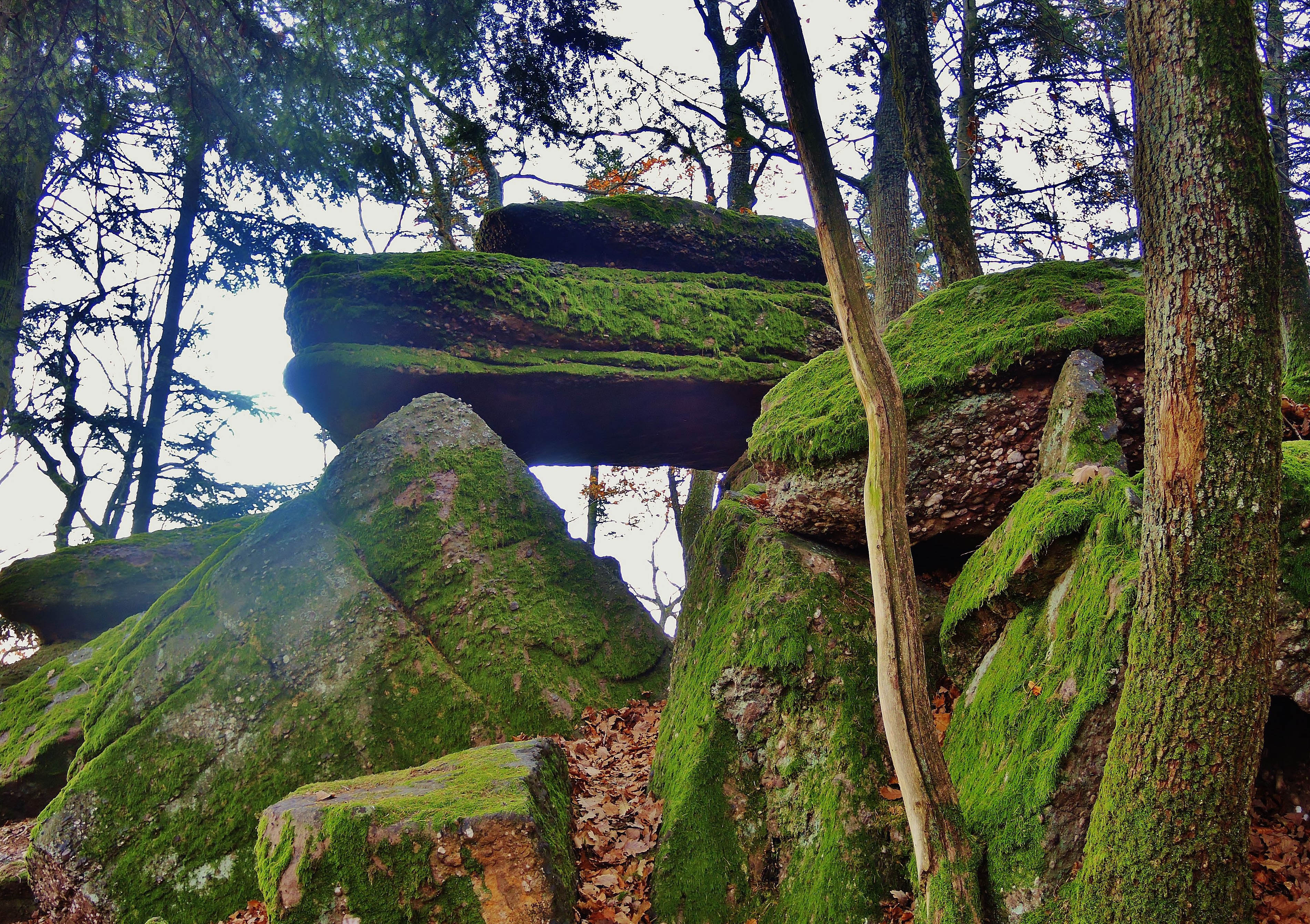
Autel des Druides

Der Autel des Druides (auch Table des Druides; deutsch: Altar (oder Tisch) der Druiden) ist ein Pseudo-Dolmen in der Nähe des Dorfes Pfaffenheim, im Département Haut-Rhin im Elsass in Frankreich.
Bei dem Pseudo-Dolmen handelt es sich um ein natürliches, zufällig entstandenes, an einen Dolmen erinnerndes Gebilde aus Steinblöcken, wie es aus verschiedenen Regionen bekannt ist (Cova d’en Genís, Dolmen von Busnela, Dolmen von Chevresse, Dolmen von Solwaster, Pierre au Rey, Schnellert). Manche dieser Plätze weisen eine vorzeitliche Nutzung aus, beim Autel des Druides ist das nicht nachzuweisen.
Die namensgleiche Allée couverte Autel des Druides liegt östlich von Les Moitiers-d’Allonne auf der Halbinsel Cotentin im Département Manche in der Normandie.